# Northboro
Northboro est une ville du comté de Page, en Iowa, aux États-Unis. Elle est fondée en 1881 et incorporée le 14 octobre 1902.

## Source de la traduction
- (en) Cet article est partiellement ou en totalité issu de l’article de Wikipédia en anglais intitulé « Northboro, Iowa » (voir la liste des auteurs).